# Dodecagono

Un dodecagono regolare.

Un dodecagono è un poligono con 12 lati e 12 angoli. In un dodecagono regolare tutti i lati hanno lunghezza uguale e tutti gli angoli sono di 150º. L'area del dodecagono regolare con lato lungo {\displaystyle a} è data da:
{\displaystyle A=3\cot \left({\frac {\pi }{12}}\right)a^{2}=3\left(2+{\sqrt {3}}\right)a^{2}\simeq 11,19615242a^{2}.}

## Costruzione
Un dodecagono regolare può essere costruito con riga e compasso. Qui sotto ne è mostrata un'animazione:

## Tassellazioni
Ci sono 3 tassellazioni periodiche del piano che usano dodecagoni:
| Tile 3bb.svg |